# LPB BCFe 4/4
Als BCFe 4/4 werden die drei elektrischen Triebwagen der Ferrovia Locarno–Ponte Brolla–Bignasco (LPB) bezeichnet, die zur Betriebseröffnung 1907 angeschafft wurden.
Anlässlich der Aufhebung der 1. Klasse und der anschliessenden Klassenreform wurden 1956 die Triebwagen in ABFe 4/4 und 1960 in ABDe 4/4 umgezeichnet. Seit 1952 gehörten sie offiziell zum Bestand der Fahrzeuge der Società delle Ferrovie Regionali Ticinesi (FRT, Vorgänger der FART), wegen der Seitenfahrleitungen waren sie weiterhin die einzigen Fahrzeuge, die auf ihrer Stammstrecke zwischen Ponte Brolla und Bignasco verkehren konnten.

## Geschichte
Die Fahrzeuge wurden durch die Maschinenbau-Gesellschaft in München hergestellt, der elektrische Teil stammt von der Maschinenfabrik Oerlikon (MFO). Die Fahrzeuge waren anfänglich für den Betrieb mit Einphasenwechselstrom 5000 Volt 20 Hertz sowie 800 Volt 20 Hz eingerichtet. In Zusammenhang mit dem Bau der Centovallibahn entschloss man sich, die Strecke auf 1200 Volt Gleichstrom anzupassen. Dies erforderte auch einen Umbau der Triebwagen, welcher zwischen 1925 und 1926 durch die LPB selbst durchgeführt wurde. Die elektrischen Bauteile wurden von der BBC geliefert. Die Fahrzeuge besassen drei Stromabnehmer, zwei Kontaktruten für die Seitenfahrleitung und einen Doppelbügel für die Stadtstrecke. Der Doppelbügel wurde anlässlich der Umelektrifizierung durch einen Lyrabügel ersetzt. Ausserdem erhielten die Triebwagen beim Umbau eine Druckluftbremse der Bauart Westinghouse und eine elektrische Widerstandsbremse. Im Jahr 1952 wurde der Lyrabügel durch einen Pantografen ersetzt.
1964 wurde der Triebwagen Nummer 1 in der FART-Werkstätte San Antonino gründlich renoviert und mit einer neuen, geschweissten Blechverkleidung versehen und als einziges Fahrzeug der LPB von den FART nach der Stilllegung der Maggiatalstrecke weiterverwendet. Obwohl die Bezeichnung in Xe 4/4 1 geändert wurde, blieb die Beschriftung als ABDe 4/4 1 erhalten. Seit 1980 war der Triebwagen in Domodossola im Freien ausrangiert abgestellt und kam 1982 mit gleicher Bezeichnung zur SSIF. 1997 wurde der Triebwagen vom Verein Freunde Schweizer Schmalspurbahnen nach Uster abtransportiert, wo er aufgearbeitet werden sollte. Der Verein beschoss an der Generalversammlung 2009 den Triebwagen abzugeben, da der Verein die Aufarbeitung selber nicht durchführen kann. Diese Abgabe kam nicht zustande, weshalb man beschloss, den Triebwagen, der sich in sehr schlechtem Zustand befindet, zu verschrotten.
Die Triebwagen Nummer 2 und 3 wurden nach der Stilllegung 1966 und 1967 verschrottet.

## Technisches
Der Triebwagen besass ursprünglich einen verblechten Holzaufbau mit geschlossenen Führerständen. Hinter den Führerständen liegen die beiden Einstiegsplattformen, von denen man durch eine Schiebetüre die beiden Personenabteile betreten kann. Das Abteil der ursprünglichen dritten Klasse (heute 2. Klasse) hat 8 Plätze für Nichtraucher und 24 Plätze für Raucher, das Abteil der ursprünglichen 2. Klasse (heute 1. Klasse) verfügt über 12 Plätze. Zwischen den Personenabteilen befand sich das kleine Gepäckabteil, welches auch als Postabteil genutzt werden konnte und mit seiner Ladefläche von 5,40 Quadratmetern eine Zuladung von 3 Tonnen zuliess. Der Wagenboden des Kastens war als Stahlkonstruktion ausgeführt, an die Bauteile wie Transformatoren usw. angebaut wurden.
Der Grossteil der elektrischen Ausrüstung war unter dem Wagenboden angeordnet, der Hochspannungsteil jedoch im Gepäckraum in einem geschlossenen Kasten mit dem Hauptschalter, den beiden Blitzschutzapparaten, der Hochspannungsölsicherung und den Induktionsspulen im Gepäckraum untergebracht. Der Hochspannungsschalter wurde vom Führerstand aus pneumatisch betätigt.
Der Triebwagen besass zwei Öltransformatoren und in jedem Führerstand einem Fahrschalter mit Handkurbel. Die Spannungsumstellung zwischen 5000 Volt und 800 Volt geschah durch Anlegen der entsprechenden Stromabnehmer: Der Doppelbügel für die Mittelfahrleitung war mit der Sekundärspule der beiden Transformatoren gekuppelt, die dann in Serie geschaltet waren, während die beiden Kontaktruten für die Seitenfahrleitung auf die Primärspule der parallel geschalteten Transformatoren geführt wurden. Der Transformator verfügte bei der Sekundärspule über 8 Abgänge für die Fahrspannung, die zwischen 200 und 400 Volt variierte und eine Spannungsdifferenz von rund 28 Volt aufwies. Dazu kamen drei weitere Abgänge: 55 Volt für die Beleuchtung, 8 Volt für den Geschwindigkeitsmesser und 200 Volt für die Widerstandsheizung. Die Steuerung war als direkte Fahrschaltersteuerung ausgeführt, jeder Fahrabgang des Transformators wurde also über den Fahrschalten den vier 40 PS starken Einphasen-Tatzlagerserien-Motoren zugeführt, wobei sich unter dem Wagenkasten noch Anfahrwiderstände befanden. Die Motoren waren auf der einen Seite federnd mit dem Drehgestell verbunden und stützten sich auf der anderen Seite auf der Achse ab, wo die Kraftübertragung über einfache Zahnradübersetzung erfolgte. Das Drehgestell bestand aus zwei zusammen genieteten gepressten Stahlträgern, und besassen ein Wiege. Zwischen den Achslagerbüchsen und dem Drehgestellrahmen sowie zwischen Drehgestellrahmen und Wiege befanden sich Blattfedern.
Jeder Radsatz besass 8 Bremsklötze, die von Hand oder mittels Luftdruck über ein Böckersches Zweikammersystem betätigt wurden. Bei der Druckluftbremse handelte es sich um keine der modernen selbsttätigen Druckluftbremsen, sondern um reine Unterstützung der Handbremse, was zur Folge hatte, dass der Wagen bei fehlender Druckluft entlief. Diese Druckluft wurde durch zwei an den Fahrmotoren angeschraubte und mechanisch betriebene Kompressoren erzeugt, welche über eine Zwischenbehälter den Hauptluftbehälter mit 4 Bar speisen. Der Hauptluftbehälter konnte im Depot S. Antonio mit einer stationären Kompressoranlage gefüllt werden.
Die Fahrzeuge waren ursprünglich in der Lage, Züge von 55 Tonnen Gewicht mit 15 km/h über eine Steigung von 33 Promille zu führen. Auf ebener Fläche war mit dieser Last eine Geschwindigkeit von 30 km/h möglich.